# Johann Friedrich (Braunschweig-Calenberg)

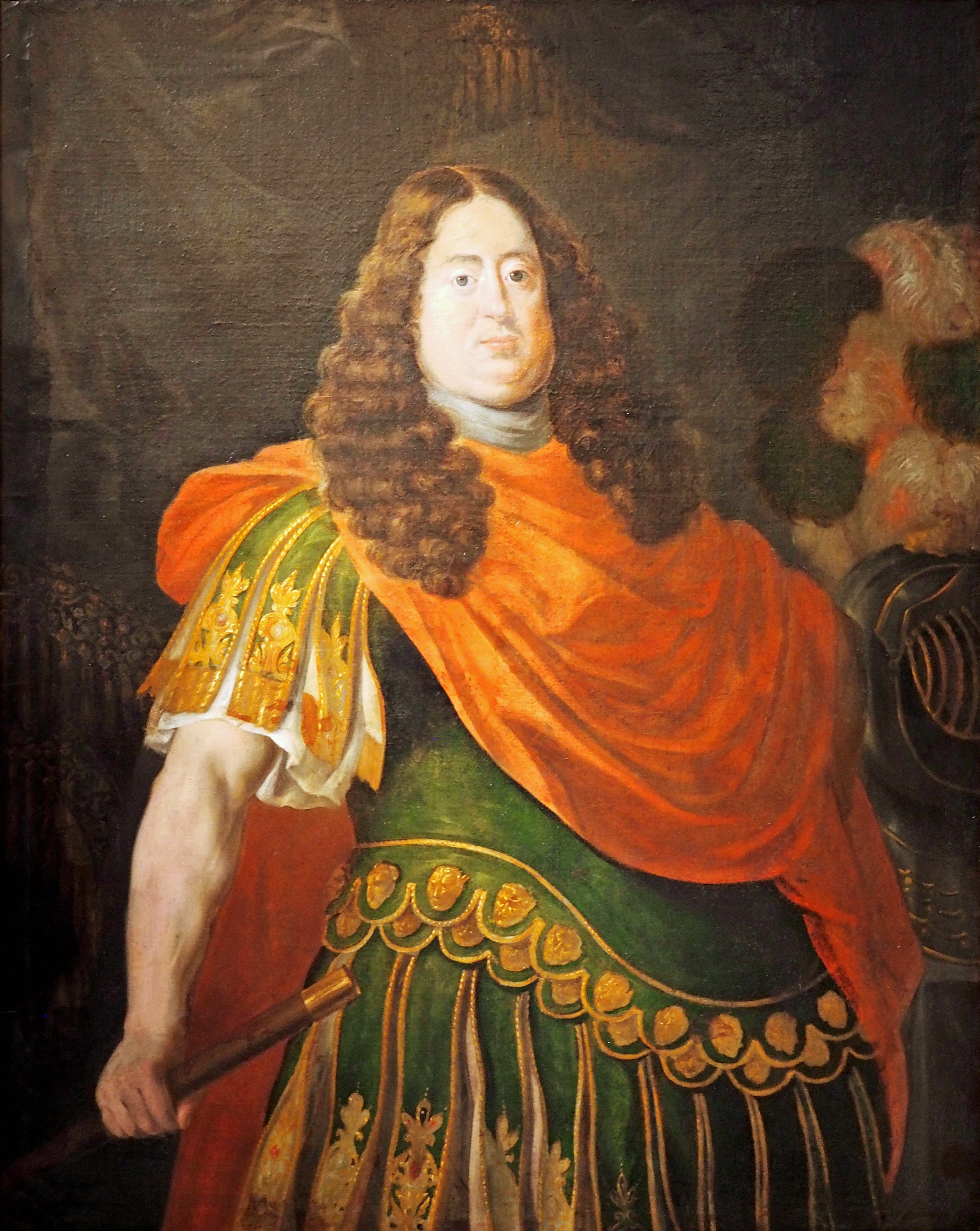
Johann Friedrich von Braunschweig-Calenberg (um 1670)

Johann Friedrich, Herzog zu Braunschweig und Lüneburg (* 25. April 1625 auf Schloss Herzberg in Herzberg am Harz; † 28. Dezember 1679 in Augsburg) aus dem Haus der Welfen war 1665 für kurze Zeit Fürst von Lüneburg sowie von 1665 bis 1679 Fürst von Calenberg mit der Residenz in Hannover. Er machte Herrenhausen zu seiner Sommerresidenz und holte den Philosophen Gottfried Wilhelm Leibniz sowie Niels Stensen an seinen Hof nach Hannover.

## Leben

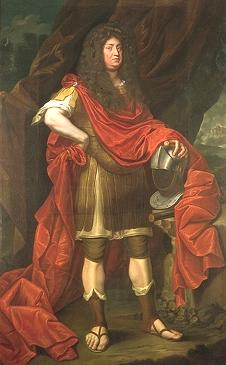
Johann Friedrich von Braunschweig-Calenberg

Als dritter Sohn von Herzog Georg von Calenberg geboren, unternahm Johann Friedrich zahlreiche Bildungsreisen durch Frankreich und Italien, wo er zuletzt 1651 in Assisi, nach einer Begegnung mit Joseph von Copertino, von der evangelisch-lutherischen zur römisch-katholischen Kirche übertrat. Seine Bitte um private katholische Religionsausübung im heimischen Celle wurde ihm von seinen Brüdern unter Berufung auf das Testament ihres Vaters und das Abkommen der beiden ältesten Brüder von 1646 abgeschlagen, sodass er seine welfischen Stammlande bis zu seinem eigenen Herrschaftsantritt verließ.
Als sein Bruder Christian Ludwig 1665 starb, versuchte er, in einem Handstreich die Regentschaft über das Fürstentum Lüneburg mit der Residenz Celle anzutreten, die eigentlich seinem älteren Bruder Georg Wilhelm zustand. Doch dieser befand sich gerade in Holland bei seiner damaligen Mätresse Eleonore d’Olbreuse und der jüngste Bruder, Ernst August, befand sich mit seiner Gemahlin Sophie von der Pfalz am Hof von deren Bruder in Heidelberg. Johann Friedrich hatte das Ehepaar zuvor auf seiner Italienreise bis nach Rom begleitet, war aber vorzeitig zurückgekehrt, weil zu seiner Enttäuschung Papst Alexander VII. es abgelehnt hatte, ihn zu empfangen. Sophie schrieb darüber später: „Johann Friedrich erwarb sich den Ruf großer Geschicklichkeit, als ob er seit langem diesen Streich vorbereitet hätte, während er doch nur die Gelegenheit beim Schopf ergriffen hatte.“ Nach Verhandlungen unter Vermittlung des Grafen Georg Friedrich von Waldeck, die ein halbes Jahr dauerten, begnügte Johann Friedrich sich mit dem Fürstentum Calenberg, das um die Fürstentümer Grubenhagen und Göttingen erweitert wurde, und trat 1665 seine Regentschaft in Hannover an. Die Stände seines Fürstentums huldigten ihm erst 1671 nach einem Revers, die Untertanen ungestört bei ihrer evangelischen Konfession zu belassen. 
Er machte 1666 das Dorf Haringehusen unter dem Namen Herrenhausen zu seiner Sommerresidenz, sorgte für einen ersten einfachen Schlossbau und begann mit der Anlage des Großen Gartens. Auch die Anlage des Tiergartens in Kirchrode geht auf seine Initiative zurück. Die Schlosskirche im Leineschloss wurde nach dem römischen Ritus geweiht, und Johann Friedrich holte Kapuziner nach Hannover. Zu seinem Hofprediger bestellte der Fürst den italienischen Priester Valerio Maccioni. Auf Wunsch Johann Friedrichs errichtete Papst Alexander VII. am 28. April 1667 das Apostolische Vikariat der Norddeutschen Missionen und ernannte Valerio Maccioni zum ersten Apostolischen Vikar. Die Bischofsweihe empfing Maccioni am 21. April 1669 durch den Mainzer Erzbischof Johann Philipp von Schönborn und 1670 fand unter Maccionis Leitung die erste öffentliche katholische Prozession im lutherischen Hannover seit der Reformation statt.
Unter Johann Friederich zeichnete sich eine Entwicklung zu Zentralbehörden und fürstlicher Machtkonzentration im Sinne des Absolutismus ab. Wie sein Vater und seine Brüder bemühte er sich um die Beschneidung der Macht der Stände. 1674 führte er eine Amtsordnung ein, die erst 1808 durch die westphälische Verwaltungsgliederung ersetzt wurde. Johann Friedrich baute das Stehende Heer aus, wodurch sich Calenberg zu einem politischen Machtfaktor entwickelte. Dies war allerdings nur mithilfe von ausländischen Geldmitteln möglich. Diese Abhängigkeit von Subsidien setzte sich auch unter seinen Nachfolgern fort.
1676 berief er den damals erst 30-jährigen Gelehrten und Philosophen Gottfried Wilhelm Leibniz als Hofhistoriographen und Bibliothekar an seinen Hof. Ebenso geht auf ihn die Gründung der späteren Königlichen Bibliothek, der heutigen Gottfried Wilhelm Leibniz Bibliothek, zurück. Seinen aufwändigen Regierungsstil finanzierte Johann Friedrich durch französische Unterstützungsgelder.
Auf dem Weg zu seinem fünften Italien-Aufenthalt starb Johann Friedrich in Augsburg und wurde 1680 in Hannover mit einem pompösen Staatsbegräbnis beigesetzt. Dann trat sein jüngerer Bruder Ernst August die Herrschaft in Hannover an.

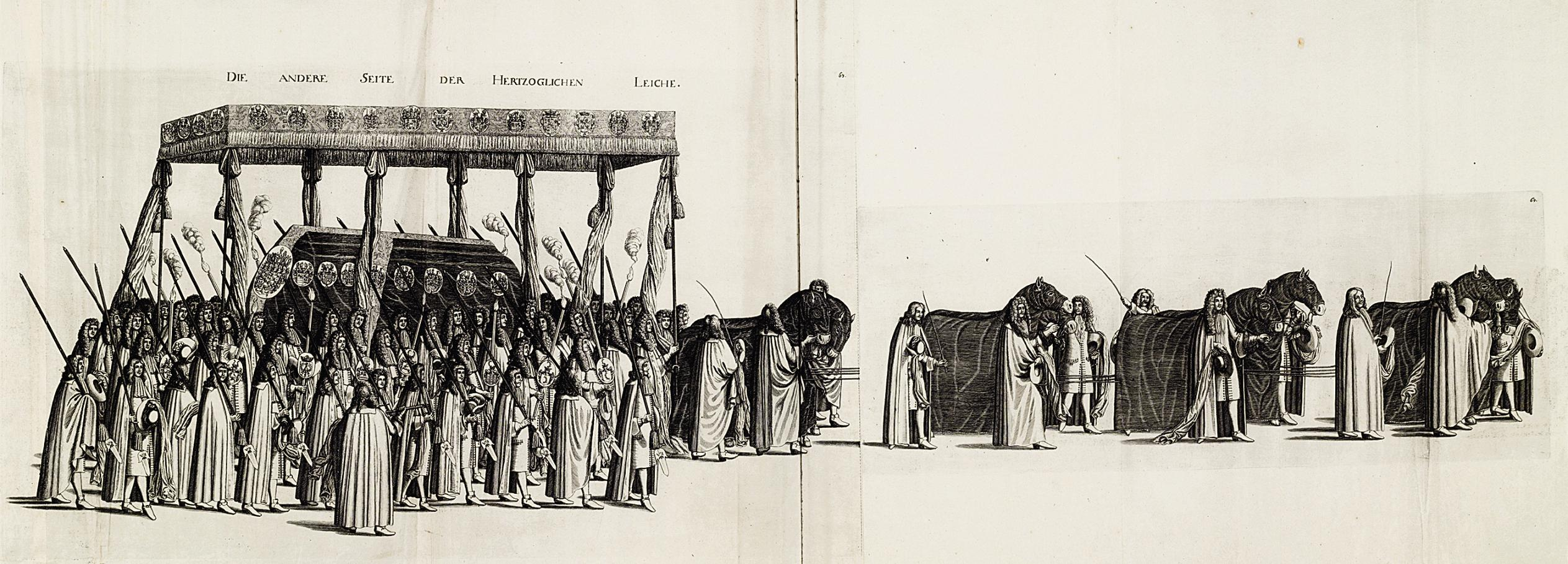
Einer von 60 Stichen des von Leibniz aus Hamburg gerufenen Kupferstechers Johann Georg Lange zur Dokumentation der Leichen-Prozession für den am 21. April 1680 in der Fürstengruft im Leineschloss in Hannover beigesetzten Herzog Johann Friedrich

Nach dem Zweiten Weltkrieg wurde der Sarkophag von Johann Friedrich vom Leineschloss in das Welfenmausoleum im Berggarten von Herrenhausen überführt.

## Nachkommen
Seiner Ehe mit Benedicta Henriette von der Pfalz, Tochter des 1645 zum Katholizismus konvertierten Pfalzgrafen Eduard von der Pfalz und seiner italienischen Gemahlin Anna Gonzaga, entstammten vier Töchter:
1. Anne Sophie (1670–1672)
2. Charlotte Felicitas (1671–1710) ⚭ Rinaldo d’Este (1655–1737), Herzog von Modena und Reggio
3. Henriette Marie (1672–1757)
4. Wilhelmine Amalie (1673–1742) ⚭ Kaiser Joseph I. (1678–1711)